# Museo del Cobre en Legnica

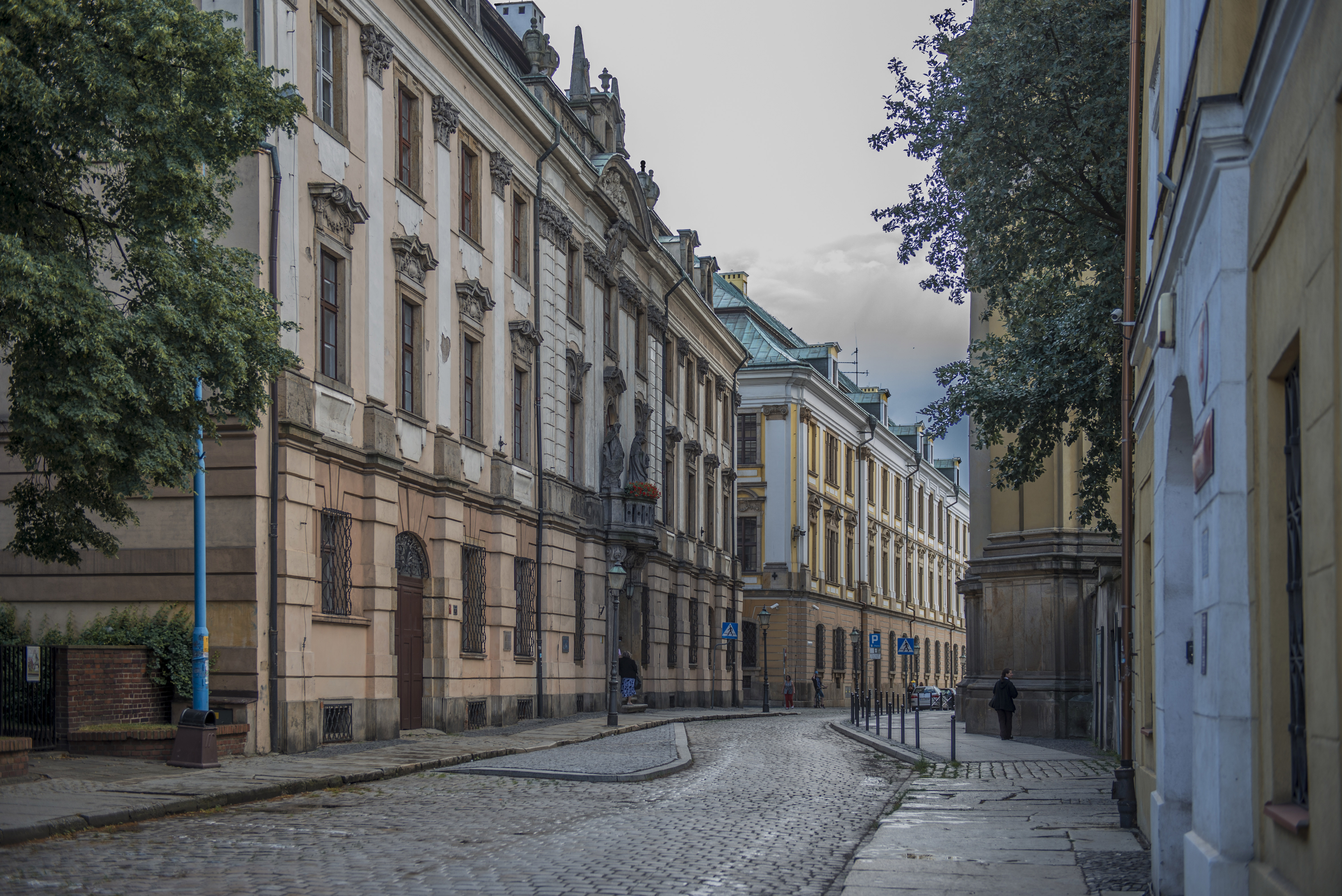
Edificio de la antigua curia de los abades de Lubiąż

El Museo del Cobre en Legnica es un museo establecido en 1962 en Legnica por Tadeusz Gumiński. 

## Descripción
El museo posee una colección relacionada con la extracción, tratamiento y uso del cobre (minerales de cobre de todo el mundo, grabados calcográficos antiguos y modernos, monumentos técnicos en el campo de la minería y la metalurgia de cobre, antiguas y modernas esculturas de intimidad de bronce, productos artísticos y de utilidad hechos de cobre y sus aleaciones, colección del art déco), orfebrería polaca contemporánea (obras de artistas del período de entreguerras y posteriores, y realizadas para el concurso de plata de Legnica) y, además, muestra la historia de Legnica y de esta región. En total, durante más de 40 años de actividad, la institución ha recopilado alrededor de 30.000 objetos expuestos, y además, la biblioteca del museo tiene 8.200 volúmenes y 1.700 volúmenes de publicaciones periódicas, y estos números siguen aumentándose. 
Desde sus inicios, la sede principal del museo es el histórico edificio barroco de la antigua curia de los abades de Lubiąż, ubicado en Legnica, en la esquina de las calles Św. Jana y Partyzantów, que fue construido en 1728 (uno de los monumentos más valiosos de la arquitectura barroca de la Baja Silesia). El edificio tiene un portal de balcón flanqueado de figuras de San Juan el Bautista y Santa Eduvigis, decorado con el escudo de armas de la abadía cisterciense.
Además, el museo cuenta con 4 departamentos:
- Academia de Caballeros en Legnica (Akademia Rycerska w Legnicy) un lugar de numerosas exposiciones, no necesariamente relacionadas con la actividad principal
- Mausoleo de los Piastas de Silesia en la Iglesia de San Juan el Bautista en Legnica
- Capilla del castillo de Santos Benito y Lorenzo en Legnica (pabellón en el patio del Castillo de los Piastas  con reliquias de la capilla de 1220).
- Museo de la Batalla de Legnica en Legnickie Pole

El museo incluye también un lapidarium, el más grande de la Baja Silesia, y un antiguo tranvía de los años 50 del siglo XX, que fue instalado como un monumento en 1998, frente al antiguo depósito, que durante los primeros años fue el escenario de la primera exposición dedicada a los tranvías de Legnica. 
Desde 2018 el director del museo es Marcin Makuch.